# Miho Takagi
Miho Takagi (en japonés: 高木美帆, Takagi Miho; Makubetsu, 22 de mayo de 1994) es una deportista japonesa que compite en patinaje de velocidad sobre hielo. Su hermana Nana compite en el mismo deporte.
Participó en tres Juegos Olímpicos de Invierno, entre los años 2010 y 2022, obteniendo en total siete medallas: tres en Pyeongchang 2018, oro en la prueba de persecución por equipos (junto con Ayano Sato, Nana Takagi y Ayaka Kikuchi), plata en 1500 m y bronce en 1000 m, y cuatro en Pekín 2022, oro en 1000 m y plata en 500 m, 1500 m, y persecución por equipos (con Ayano Sato y Nana Takagi).
Ganó cuatro medallas en el Campeonato Mundial de Patinaje de Velocidad sobre Hielo entre los años 2017 y 2022, dieciséis medallas en el Campeonato Mundial de Patinaje de Velocidad sobre Hielo en Distancia Individual entre los años 2015 y 2025, y tres medallas en el Campeonato Mundial de Patinaje de Velocidad sobre Hielo en Distancia Corta entre los años 2019 y 2024.

## Palmarés internacional
| Juegos Olímpicos                           | Juegos Olímpicos                | Juegos Olímpicos  | Juegos Olímpicos        |
| Año                                        | Lugar                           | Medalla           | Prueba                  |
| ------------------------------------------ | ------------------------------- | ----------------- | ----------------------- |
| 2018                                       | Pyeongchang (Corea del Sur)     | Medalla de oro    | Persecución por equipos |
| 2018                                       | Pyeongchang (Corea del Sur)     | Medalla de plata  | 1500 m                  |
| 2018                                       | Pyeongchang (Corea del Sur)     | Medalla de bronce | 1000 m                  |
| 2022                                       | Pekín (China)                   | Medalla de oro    | 1000 m                  |
| 2022                                       | Pekín (China)                   | Medalla de plata  | 500 m                   |
| 2022                                       | Pekín (China)                   | Medalla de plata  | 1500 m                  |
| 2022                                       | Pekín (China)                   | Medalla de plata  | Persecución por equipos |
| Campeonato Mundial                         |                                 |                   |                         |
| Año                                        | Lugar                           | Medalla           | Prueba                  |
| 2017                                       | Hamar (Noruega)                 | Medalla de bronce | Clasificación general   |
| 2018                                       | Ámsterdam (Países Bajos)        | Medalla de oro    | Clasificación general   |
| 2019                                       | Calgary (Canadá)                | Medalla de plata  | Clasificación general   |
| 2022                                       | Hamar (Noruega)                 | Medalla de plata  | Clasificación general   |
| Campeonato Mundial en Distancia Individual |                                 |                   |                         |
| Año                                        | Lugar                           | Medalla           | Prueba                  |
| 2015                                       | Heerenveen (Países Bajos)       | Medalla de oro    | Persecución por equipos |
| 2016                                       | Kolomna (Rusia)                 | Medalla de plata  | Persecución por equipos |
| 2016                                       | Kolomna (Rusia)                 | Medalla de bronce | Salida en grupo         |
| 2017                                       | Gangneung (Corea del Sur)       | Medalla de plata  | Persecución por equipos |
| 2017                                       | Gangneung (Corea del Sur)       | Medalla de bronce | 1500 m                  |
| 2019                                       | Inzell (Alemania)               | Medalla de oro    | Persecución por equipos |
| 2019                                       | Inzell (Alemania)               | Medalla de plata  | 1500 m                  |
| 2020                                       | Salt Lake City (Estados Unidos) | Medalla de oro    | Persecución por equipos |
| 2020                                       | Salt Lake City (Estados Unidos) | Medalla de bronce | 1000 m                  |
| 2023                                       | Heerenveen (Países Bajos)       | Medalla de bronce | 1000 m                  |
| 2023                                       | Heerenveen (Países Bajos)       | Medalla de bronce | 1500 m                  |
| 2024                                       | Calgary (Canadá)                | Medalla de oro    | 1000 m                  |
| 2024                                       | Calgary (Canadá)                | Medalla de oro    | 1500 m                  |
| 2024                                       | Calgary (Canadá)                | Medalla de bronce | Persecución por equipos |
| 2025                                       | Hamar (Noruega)                 | Medalla de oro    | 1000 m                  |
| 2025                                       | Hamar (Noruega)                 | Medalla de plata  | Persecución por equipos |
| Campeonato Mundial en Distancia Corta      |                                 |                   |                         |
| Año                                        | Lugar                           | Medalla           | Prueba                  |
| 2019                                       | Heerenveen (Países Bajos)       | Medalla de plata  | Clasificación general   |
| 2020                                       | Hamar (Noruega)                 | Medalla de oro    | Clasificación general   |
| 2024                                       | Inzell (Alemania)               | Medalla de oro    | Clasificación general   |